# Arroyo Hervidero Grande
El arroyo Hervidero Grande es un curso de agua uruguayo, ubicado en el departamento de Paysandú, perteneciente a la cuenca hidrográfica del río Uruguay.

Nace en la Cuchilla Chapicuy, y discurre con rumbo oeste hasta desembocar en el río Uruguay.
 
En marzo de 1796 el geógrafo Andrés de Oyarvide, en viaje desde el establecimiento misionero del Salto Chico, navegando aguas abajo por el Uruguay, describe «el herbidero» 
"...entre una y otra orilla, que las aguas, no hallando paso bastante, se arremolinan y bullen, sobre las irregularidades y asperezas de piedra" "... hay un arroyo que llaman del Hervidero, donde se acaba el peligro de estas restingas y pasaje y sigue la costa oriental alta de piedra tajada."
La desembocadura es rocosa y escarpada. El bosque nativo ribereño está raleado. Existe un paso y una picada utilizados desde tiempos pre-históricos que se registran en mapas de 1831-1835.
Este arroyo formaba el límite sur del campamento de Purificación de José Artigas,  que estuvo ubicado, entre 1815 y 1820, en el casco de la estancia de Juan Bautista D'Argain (o De Argain), hoy estancia El Hervidero. 